# هیلتپولتشتاین
هیلتپولتشتاین (به آلمانی: Hiltpoltstein) یک شهر در آلمان است که در فورشایم واقع شده‌است. هیلتپولتشتاین ۱٬۵۵۵ نفر جمعیت دارد.